# Katherine Mary Knight
Katherine Mary Knight (Tenterfield, 24 oktober 1955) is de eerste vrouw in Australië die een levenslange gevangenisstraf kreeg, zonder voorwaardelijke vrijlating. Op haar gevangenispapieren staat Never to be released . De straf was het gevolg van de moord op haar partner John Price. Ze pleegde de moord in februari 2000 en zit tot op heden vast in Silverwater Women's Correctional Centre. Haar bijnamen zijn Kathy The Cannibal, Australia's Hanna Lecter en The Speckled Hen.

## Familie
Knight komt oorspronkelijk uit Aberdeen in New South Wales Hunter Valley. Knights moeder, Barbara Roughan (geb. Thorley) werd gedwongen te verhuizen naar Moree na het begin van een relatie met Ken Knight, een collega van haar man Jack Roughan. De families waren beide goed bekend in de conservatieve landelijke gemeente en de affaire was een groot schandaal. Twee van Roughan's vier kinderen bleven met hun vader, terwijl de jongste twee bij hun oma introkken.
Jack Roughan stierf in 1959 en de twee kinderen die bij hem woonde trok in bij de familie Knight. Overgrootmoeder Barbara's was blijkbaar een inheemse Australische uit de Moree omgeving die getrouwd was een Ier. Ze was trots op dit feit. Afgezien van haar tweeling, was Oscar Knight de enige die dicht bij Katherine stond, die kampioen in ruitersport was. Ze was er kapot van toen hij zelfmoord pleegde in 1969, en blijft volhouden dat zijn geest haar bezoekt. Het gezin verhuisde hetzelfde jaar terug naar Aberdeen.

## Levensloop

### Thuissituatie
Knights vader Ken was een alcoholist die openlijk geweld en intimidatie gebruikte om zo haar moeder tien keer per dag te verkrachten. Barbara, op haar beurt, vertelde haar dochters intieme details over haar seksleven en vertelde erbij hoe erg ze mannen haatte. Later klaagde Knight bij haar moeder dat een van haar partners haar in een seksuele handeling wou betrekken, maar dat ze dit niet wilde. Barbara vertelde haar dat ze zich moest gaan opmaken en moest stoppen met klagen. Knight beweert dat ze regelmatig seksueel misbruikt is door een aantal leden van haar familie (maar niet door haar vader) die voortduurde tot ze 11 was. Hoewel er kleine twijfels zijn over de details, accepteren psychiaters haar verhaal en al haar familieleden bevestigden het verleden van seksueel misbruik.

### School
Katherina zou een erg gezellige meid zijn als ze in een goede bui was, maar als ze in een slechte bui was kon je volgens oud-leerlingen beter uit haar buurt blijven. Ook stond ze bekend als een bullebak die kinderen uit lagere klassen treiterde.
Knight verliet haar school op haar vijftiende, als gevolg van herhaaldelijke vechtpartijen. Ze had een leerling met een pistool bedreigd en gevochten met een leraar. Knight hield hier letsel aan over, maar volgens haar leraar was het puur uit zelfverdediging.

### Werk
Na haar schoolverlating ging Knight bij een slachthuis werken. Het was naar eigen zeggen haar droombaan. Ook haar baas en werkgevers waren erg tevreden. Na een promotie kreeg ze een set slagersmessen cadeau, die ze "voor de zekerheid" boven haar bed hing.

## Moord John Price
John Price bivakkeerde regelmatig bij de buren. De buren wisten wel dat Knight een agressieve en psychopathische vrouw was. Price durfde Knight niet te verlaten, hij was te bang dat Knight de kinderen wat aan zou doen. Ook de collega's van Price wisten iets van zijn thuissituatie. Hij vertelde hen regelmatig dat hij dood was als hij niet op het werk verscheen.
De moord op Price vond plaats in februari 2000. De auto van Price stond op de dag van de moord nog voor het huis, iets wat de buren verdacht vonden. Ook zijn collega's vonden het verdacht en maakten zich zorgen. Bij aankomst bleek hij door Knight vermoord te zijn met 37 messteken. Price was gevlucht, maar verder dan de voordeur kwam hij niet. Toen hij dood was, werd zijn huid gevild en opgehangen op een haak, om vervolgens opgegeten te worden. Het hoofd van Price is later in een pan op het gasstel gevonden. Knights bedoeling was om Price te 'voeren' aan de kinderen. Ze had de tafel namelijk al gedekt. Maar voor die tijd was ze al opgepakt. Volgens de plaatselijke politie bood de plaats delict een gruwelijk aanzicht.
Toen de politie zich in de woning bevond, lag Knight bewusteloos op bed met een doosje tabletten, maar of het een echte zelfmoord poging was, is niet bekend. Uiteindelijk is ze in het ziekenhuis aangehouden en veroordeeld. Zelf blijft Knight ontkennen dat ze de moord heeft gepleegd, zodanig dat ze ook gelooft dat ze het niet heeft gedaan.

## Verloop van zitting
Voor de zitting werd de geestelijke gesteldheid van Knight onderzocht, waaruit twee psychiaters concludeerden dat ze leed aan een borderline persoonlijkheidsstoornis. Haar advocaten voegden daaraan toe dat ze de moorden had gepleegd in een vlaag van dissociatie, met als gevolg geheugenverlies. Volgens de behandelend rechter deed dit echter geen afbreuk aan de ernst van de misdrijven en het bijkomende gebrek aan berouw van Knight's kant. Andere psychiaters oordeelden daarbij dat Knight gezond zou zijn. Knight is op 15 oktober 2001 veroordeeld tot een levenslange gevangenisstraf.
In juni 2006 is Knight in hoger beroep gegaan omdat ze de straf te lang vond, maar dit verzoek werd afgewezen.